# Bodo von Campenhausen
Bodo Balthasar Franz von Campenhausen, född 2 december 1898 i Wesselshof, Livland, död 15 juli 1988, var en svensk målare, tecknare och konstpedagog.
Han var son till agronomen och godsägaren Christoph von Campenhausen och Alice Gertrud Margareta de Villebois samt gift första gången 1924–1942 med Marguerite Schard och andra gången från 1945 med konstnären Ruth Maria Renée d'Hostench.
von Campenhausen som tillhör en gammal svensk-livländsk släkt kom till Sverige som tjugoåring efter revolutionen. Han studerade konst i Baltikum, Österrike, Italien och vid konstakademin i Berlin samt under studieresor till bland annat Schweiz, Ungern, Jugoslavien, Polen och Frankrike. I Sverige ställde han ut separat i bland annat Lund, Malmö, Mariestad, Vingåker, Ängelholm och Motala samt han medverkade i samlingsutställningar med Kristianstads konstförening, Helsingborgs konstförening och Hörbys konstförening.
Hans konst består av landskapsbilder från bland annat Öland och motiv från pittoreska städer och fiskelägen. Han var en period lärare vid Konstakademin i Berlin. Han utförde också perspektivteckningar över städer i södra Sverige med detaljerad återgivning av byggnader.
von Campenhausen är representerad vid Regionmuseet Kristianstad och Lunds universitetsbibliotek. Han var medlem i Association fédérative l'art libre i Paris samt Berufverband bildender Künst Berlines.
Bodo von Campenhausen är begravd på Norra kyrkogården i Lund.